# Sprężarka Comprex

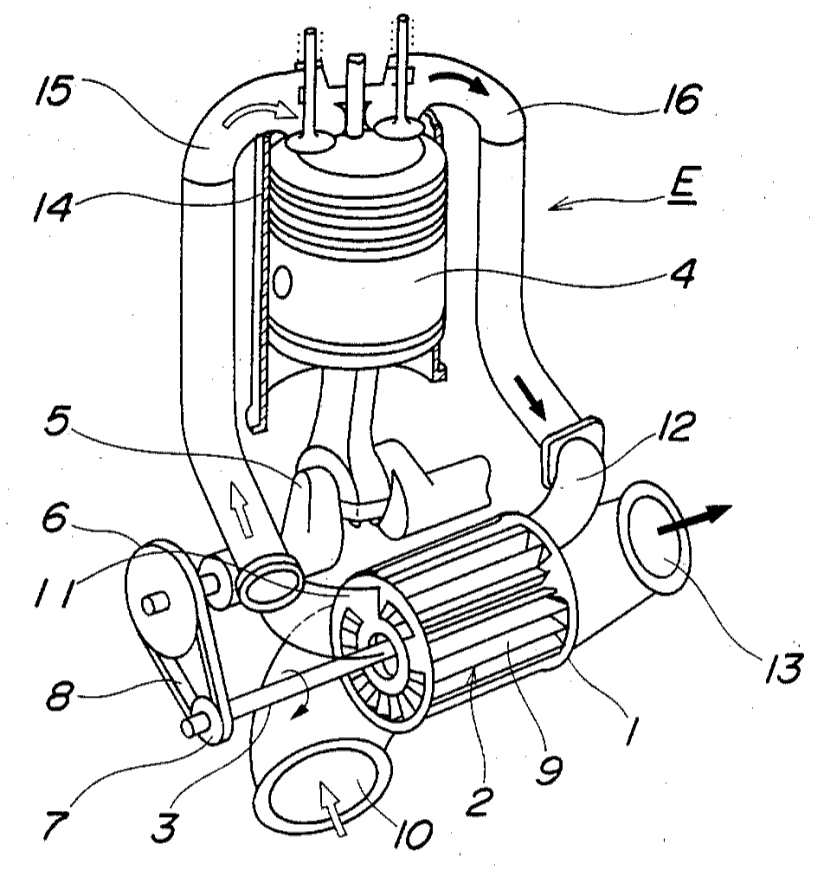

Sprężarka Comprex – typ sprężarki pracującej według zasady impulsowego przepompowywania powietrza, sprężonego przez gazy spalinowe. Charakteryzuje się bezpośrednim przekazaniem energii spalin do powietrza doładującego poprzez wykorzystanie zjawisk falowych. Wynikiem tego jest natychmiastowa reakcja silnika na zmianę obciążenia oraz korzystny przebieg krzywych mocy i momentu obrotowego.
Sprężarka Comprex składa się z: dwóch stojanów, wirnika, kanałów oraz z napędzającego paska. Ta sprężarka nie znalazła większego zastosowania.
W praktyce stosowana była w latach osiemdziesiątych w kilku tysiącach samochodów Opel Senator (specjalna wersja silnika 2.3D), później, w latach 1992–1997 przez Mazdę – jedyny montowany w tamtym okresie silnik Diesla w modelu 626 miał doładowanie Comprex.